# خوان كارلوس كالفو
خوان كارلوس كالفو (بالإسبانية: Juan Carlos Calvo) (26 يونيو 1906 في مونتيفيديو ، الأوروغواي – 12 أكتوبر 1977) لاعب كرة قدم أوروغواياني كان يجيد اللعب في مركز المهاجم وساهم في تتويج منتخب بلاده ببطولة كأس العالم لكرة القدم 1930 التي استضافتها بلاده على الرغم من عدم مشاركته في أي مباراة . لعب طوال مسيرته الرياضية في نادي واحد وهو ميرامار ميشنس .

## وصلات خارجية
- خوان كارلوس كالفو على موقع الاتحاد الدولي (مؤرشف)  (الإنجليزية)
- خوان كارلوس كالفو على موقع عالم كرة القدم.نت (الإنجليزية)
- هذا تشكيلات المنتخبات الفائزة ببطولة كأس العالم لكرة القدم
- إسبورتي